# Puchar Niemiec w piłce nożnej (1983/1984)
Puchar Niemiec w piłce nożnej mężczyzn 1983/1984 – 41. edycja rozgrywek mających na celu wyłonienie zdobywcy Pucharu Niemiec, który uzyskał tym samym prawo gry w Pucharze Zdobywców Pucharów (1984/1985). Tym razem trofeum wywalczył Bayern Monachium. Finał został rozegrany na Waldstadion we Frankfurcie.

## Plan rozgrywek
Rozgrywki szczebla centralnego składały się z 6 części:
- Runda 1: 16 sierpnia–21 września 1983
- Runda 2: 7–8 października 1983
- Runda 3: 18 grudnia 1983–31 stycznia 1984
- Ćwierćfinał: 3–27 marca 1984
- Półfinał: 1–9 maja 1984
- Finał: 31 maja 1984 na Waldstadion we Frankfurcie

## Pierwsza runda
Mecze rozegrano od 16 sierpnia do 21 września 1983 roku.
| Drużyna 1               | Wynik      | Drużyna 2                |
| ----------------------- | ---------- | ------------------------ |
| 1. FSV Mainz 05         | 0:1        | VfB Stuttgart            |
| SV Heidingsfeld         | 5:1        | Göppinger SV             |
| VfL Osnabrück           | 3:1        | 1. FC Nürnberg           |
| Alemannia Aachen        | 1:0        | VfL Bochum               |
| Schalke Gelsenkirchen   | 3:0        | Fortuna Düsseldorf       |
| Werder Brema (amatorzy) | 1:3        | Stuttgarter Kickers      |
| Rot-Weiss Lüdenscheid   | 3:2        | SSV Ulm 1846             |
| FC Köln (amatorzy)      | 2:1        | FC Gohfeld               |
| Hamburger SV            | 4:1        | Borussia Dortmund        |
| Waldhof Mannheim        | 3:1        | Bayer 04 Leverkusen      |
| Hessen Kassel           | 0:3        | Bayern Monachium         |
| Fortuna Köln            | 2:3        | Borussia Mönchengladbach |
| MSV Duisburg            | 1:2 (dog.) | FC Kaiserslautern        |
| SV Sandhausen           | 0:0 (dog.) | Bayer Uerdingen          |
| VfR Aachen-Forst        | 1:6        | FC Köln                  |
| SC Pfullendorf          | 0:7        | Eintracht Brunszwik      |
| Rot-Weiss Essen         | 3:4        | Hannover 96              |
| SC Charlottenburg       | 2:1        | SG Wattenscheid 09       |
| SC Freiburg             | 3:2        | Union Solingen           |
| FC Homburg              | 0:6        | Hertha BSC               |
| SC Herford              | 0:3        | Karlsruher SC            |
| Greuther Fürth          | 2:1 (dog.) | TuS Lingen               |
| ASV Burglengenfeld      | 2:1 (dog.) | KSV Baunatal             |
| Arminia Hanower         | 1:2        | Spvgg. 03 Neu-Isenburg   |
| SG Ellingen:Bonefeld    | 2:3        | Holstein Kilonia         |
| FC Augsburg             | 2:1        | SpVgg Bayreuth           |
| Werder Brema            | 5:0        | SV Darmstadt 98          |
| Hummelsbütteler SV      | 1:6        | Kickers Offenbach        |
| FSV Frankfurt           | 1:3        | Arminia Bielefeld        |
| Göttingen 05            | 4:2        | Eintracht Frankfurt      |
| TuS Schloß Neuhaus      | 2:0        | BV 08 Lüttringhausen     |
| Hassia Bingen           | 4:4 (dog.) | FC Bocholt               |

### Mecze przełożone
| Drużyna 1       | Wynik | Drużyna 2     |
| --------------- | ----- | ------------- |
| FC Bocholt      | 3:2   | Hassia Bingen |
| Bayer Uerdingen | 2:0   | SV Sandhausen |

## Druga runda
Mecze rozegrano od 7 do 8 października 1983 roku.
| Drużyna 1                | Wynik      | Drużyna 2             |
| ------------------------ | ---------- | --------------------- |
| FC Augsburg              | 0:2        | Bayern Monachium      |
| Eintracht Brunszwik      | 2:1        | VfL Osnabrück         |
| Alemannia Aachen         | 1:0        | Waldhof Mannheim      |
| SC Charlottenburg        | 0:3        | Schalke Gelsenkirchen |
| SV Heidingsfeld          | 1:3        | Hannover 96           |
| Borussia Mönchengladbach | 3:0        | Arminia Bielefeld     |
| FC Köln                  | 6:2        | Kickers Offenbach     |
| SC Freiburg              | 1:4        | Hamburger SV          |
| Karlsruher SC            | 5:4 (dog.) | FC Kaiserslautern     |
| ASV Burglengenfeld       | 0:3        | Werder Brema          |
| Holstein Kilonia         | 1:2        | Bayer Uerdingen       |
| FC Bocholt               | 3:1        | Stuttgarter Kickers   |
| TuS Schloß Neuhaus       | 0:2        | Hertha BSC            |
| Greuther Fürth           | 1:0        | Rot-Weiss Lüdenscheid |
| Spvgg. 03 Neu-Isenburg   | 0:3        | RSV Göttingen 05      |
| FC Köln (amatorzy)       | 1:8        | VfB Stuttgart         |

## Trzecia runda
Mecze rozegrano od 18 grudnia 1983 do 31 stycznia 1984 roku.
| Drużyna 1             | Wynik      | Drużyna 2                |
| --------------------- | ---------- | ------------------------ |
| Greuther Fürth        | 0:6        | Borussia Mönchengladbach |
| FC Bocholt            | 3:1 (dog.) | Eintracht Brunszwik      |
| RSV Göttingen 05      | 0:1        | Hertha BSC               |
| Bayer Uerdingen       | 0:0 (dog.) | Bayern Monachium         |
| VfB Stuttgart         | 1:1 (dog.) | Hamburger SV             |
| Hannover 96           | 3:2        | FC Köln                  |
| Schalke Gelsenkirchen | 2:1        | Karlsruher SC            |
| Alemannia Aachen      | 0:1 (dog.) | Werder Brema             |

### Mecze powtórzone
| Drużyna 1        | Wynik      | Drużyna 2       |
| ---------------- | ---------- | --------------- |
| Bayern Monachium | 1:0        | Bayer Uerdingen |
| Hamburger SV     | 3:4 (dog.) | VfB Stuttgart   |

## Ćwierćfinały
Mecze rozegrano od 3 do 27 marca 1984 roku.
| Drużyna 1    | Wynik      | Drużyna 2                |
| ------------ | ---------- | ------------------------ |
| FC Bocholt   | 1:2        | Bayern Monachium         |
| Hannover 96  | 0:1        | Borussia Mönchengladbach |
| Werder Brema | 1:0        | VfB Stuttgart            |
| Hertha BSC   | 3:3 (dog.) | Schalke Gelsenkirchen    |

### Mecze powtórzone
| Drużyna 1             | Wynik | Drużyna 2  |
| --------------------- | ----- | ---------- |
| Schalke Gelsenkirchen | 2:0   | Hertha BSC |

## Półfinały
Mecze rozegrano od 1 do 9 maja 1984 roku.
| Drużyna 1                | Wynik      | Drużyna 2        |
| ------------------------ | ---------- | ---------------- |
| Borussia Mönchengladbach | 5:4 (dog.) | Werder Brema     |
| Schalke Gelsenkirchen    | 6:6 (dog.) | Bayern Monachium |

### Mecze powtórzone
| Drużyna 1        | Wynik | Drużyna 2             |
| ---------------- | ----- | --------------------- |
| Bayern Monachium | 3:2   | Schalke Gelsenkirchen |

## Finał
| 31 maja 1984 18:00 CEST                                                                       | Bayern Monachium · Dremmler 82' | 1:1 k. 7:60:1Raport                                                            | Borussia Mönchengladbach · 33' Mill | Waldstadion, Frankfurt Widzów: 61 000 Sędzia: Volker Roth |
|                                                                                               |                                 |                                                                                |                                     |                                                           |
|                                                                                               |                                 | Rzuty karne                                                                    |                                     |                                                           |
| Lerby · Norbert Nachtweih · Grobe · Augenthaler · Rummenigge · Dremmler · Martin · Rummenigge |                                 | Matthäus · Herlovsen · Borowka · Bruns · Hannes · Criens · Frontzeck · Ringels |                                     |                                                           |

| Bayern Monachium | Borussia Mönchengladbach |

| BAYERN MÜNCHEN: |    |                           |              |     |
|                 |    |                           |              |     |
| BR              | 1  | Jean-Marie Pfaff          |              |     |
| OB              | 2  | Bernd Martin              |              |     |
| OB              | 3  | Bernd Dürnberger          |              | 58' |
| OB              | 4  | Wolfgang Grobe            | Żółta kartka |     |
| OB              | 5  | Klaus Augenthaler         |              |     |
| PO              | 6  | Søren Lerby               | Żółta kartka |     |
| PO              | 7  | Norbert Nachtweih         |              |     |
| PO              | 8  | Wolfgang Kraus            | Żółta kartka | 46' |
| NA              | 9  | Michael Rummenigge        |              |     |
| NA              | 10 | Wolfgang Dremmler         |              |     |
| NA              | 11 | Karl-Heinz Rummenigge (C) | Żółta kartka |     |
| Zmiany:         |    |                           |              |     |
| NA              | 14 | Dieter Hoeneß             |              | 58' |
| NA              | 15 | Reinhold Mathy            |              | 46' |
| BR              |    | Raimond Aumann            |              |     |
| Trener:         |    |                           |              |     |
| Udo Lattek      |    |                           |              |     |

| BORUSSIA MÖNCHENGLADBACH: |   |                     |  |     |
|                           |   |                     |  |     |
| BR                        | 1 | Ulrich Sude         |  |     |
| OB                        |   | Hans-Günter Bruns   |  |     |
| OB                        |   | Ulrich Borowka      |  |     |
| OB                        |   | Wilfried Hannes (C) |  |     |
| PO                        |   | Kai Erik Harlovsen  |  |     |
| PO                        |   | Lothar Matthäus     |  |     |
| PO                        |   | Winfried Schäfer    |  | 72' |
| PO                        |   | Michael Frontzeck   |  |     |
| PO                        |   | Uwe Rahn            |  | 68' |
| NA                        |   | Frank Mill          |  |     |
| NA                        |   | Ewald Lienen        |  |     |
| Zmiany:                   |   |                     |  |     |
| OB                        |   | Norbert Ringels     |  | 72' |
| NA                        |   | Hans-Jörg Criens    |  | 68' |
| Trener:                   |   |                     |  |     |
| Jupp Heynckes             |   |                     |  |     |

| Puchar Niemiec w piłce nożnej 1983–1984 Zwycięzcy |
| ------------------------------------------------- |
| Bayern Monachium 7. Tytuł                         |